# Cricklewood Green
Cricklewood Green quinto álbum de la banda de blues rock británica Ten Years After grabado en 1969 y lanzado el año 1970

## Listado de canciones
1. Sugar the Road (Alvin Lee) – 4:06
2. Working on the Road (Alvin Lee) – 4:18
3. 50,000 Miles Beneath My Brain (Alvin Lee) – 7:39
4. Year 3,000 Blues (Alvin Lee) – 2:27
5. Me and My Baby (Alvin Lee) – 4:18
6. Love Like a Man (Alvin Lee) – 7:32
7. Circles (Alvin Lee) – 3:59
8. As the Sun Still Burns Away (Alvin Lee) – 4:44

## Créditos
- Alvin Lee - Guitarra , voz
- Leo Lyons - Bajo
- Ric Lee - batería
- Chick Churchill - órgano Hammond